# Sidi Ameur (Tunísia)
Sidi Ameur (àrab: سيدي عامر, Sīdī ʿĀmir) és una vila del Sahel tunisià, propera a Sahline, uns pocs quilòmetres l'oest de Monastir. Integrada la governació de Monastir, constitueix, juntament amb Masjed Aïssa, una municipalitat amb 8.404 habitants en 2014, dependent de la delegació de Sahline.
El seu nom prové de la zàuiya de Sidi Ameur El Mzoughi, un sant musulmà del segle xv originari del Marroc, el sepulcre del qual atreu un pelegrinatge anual de diversos milers de persones, majoritàriament originàries de Sfax. Les cerimònies, organitzades coincidint amb la Festa del sacrifici, s'acompanyen de cants místics.

## Administració
Dona nom a una municipalitat o baladiyya, amb codi geogràfic 32 14 (ISO 3166-2:TN-12), dividida en dues circumscripcions o dàïres:
- Sidi Ameur (32 15 11)
- Masjed Aïssa (32 15 12)

Al mateix temps, les dues viles formen dos sectors, amb codis geogràfics 32 53 53 i 32 53 55 respectivament, de la delegació o mutamadiyya de Sahline (32 53).